# 덕산 윤씨
덕산 윤씨(德山尹氏)는 충청남도 예산군 덕산면을 본관으로 하는 한국의 성씨이다. 시조는 윤관의 5세손이자, 덕산군(德山君)에 봉해진 윤은형(尹殷衡)이다.

## 참고 자료
- 고수연. “충주장씨”. 디지털예산문화대전.